# Крогульна
Крогульна (пол. Krogulna, нім. Krogullno) — село в Польщі, у гміні Покуй Намисловського повіту Опольського воєводства.
Населення — 291 особа (2011).

## Демографія
Демографічна структура станом на 31 березня 2011 року:
|          | Загалом | Допрацездатний вік | Працездатний вік | Постпрацездатний вік |
| -------- | ------- | ------------------ | ---------------- | -------------------- |
| Чоловіки | 138     | 16                 | 110              | 12                   |
| Жінки    | 153     | 31                 | 98               | 24                   |
| Разом    | 291     | 47                 | 208              | 36                   |